# Black and tan coonhound
Black and tan coonhound – rasa psa, należąca do grupy psów gończych. Podlega próbom pracy.

## Rys historyczny
Rasa powstała w XVIII wieku prawdopodobnie ze skrzyżowania foxhounda wirgińskiego, irish kerry beagle'a i bloodhounda. Po raz pierwszy została wyodrębniona w 1900 roku.

## Wygląd
Umaszczenie czarne z niewielkimi podpalaniami. Niekiedy białe znaczenie na piersi. Sierść gęsta, krótka, gładka i lśniąca. Proporcjonalna sylwetka. Długi, kwadratowy pysk, długie opadające uszy. Muskularny tył, mocne palce i czarne pazury. Podczas polowania trzyma ogon w górze.

## Zachowanie i charakter
Pies o pogodnym usposobieniu, wytrwały, zacięty, zdecydowany i posłuszny. Bardzo energiczny.

## Użytkowość
Pies jest przeznaczony do polowań na szopy i oposy. Wytropioną zwierzynę często zmusza do ratowania się ucieczką na drzewa.

## Zdrowie i pielęgnacja
Sierść i uszy wymagają regularnej pielęgnacji.